# Список вооружения и военной техники Береговых войск Военно-морского флота Российской Федерации
В списке приведены вооружение и военная техника Береговых войск ВМФ РФ: ракетных, артиллерийских частей, отрядов борьбы с подводными диверсионными силами и морской пехоты.

## Бронетехника
| Тип              | Изображение | Производство | Назначение             | Количество | Примечания |
| ---------------- | ----------- | ------------ | ---------------------- | ---------- | ---------- |
| Т-80БВТ-80БВМ    |             | СССР/ Россия | Основной боевой танк   | 30         |            |
| Т-72Б/Б3/БМ      |             | СССР/ Россия | Основной боевой танк   | 30         |            |
| Т-55А            |             | СССР         | Средний танк           | 30         |            |
| БМП-3Ф           |             | Россия       | Боевая машина пехоты   | 40         | [ 2 ]      |
| БМП-2            |             | СССР         | Боевая машина пехоты   | 100        |            |
| МТ-ЛБ            |             | СССР         | Бронетранспортёр Тягач | 250        |            |
| БТР-80           |             | СССР         | Бронетранспортёр       | 100        |            |
| БТР-82А БТР-82АМ |             | Россия       | Бронетранспортёр       | 200        | [ 3 ]      |
| Платформа-М      |             | Россия       | Боевой робот           | н/д        |            |

## Барражирующие боеприпасы
| Тип      | Изображение | Производство | Назначение                               | Количество | Примечания |
| -------- | ----------- | ------------ | ---------------------------------------- | ---------- | ---------- |
| Молния-1 |             | Россия       | Барражирующий боеприпас самолётного типа | н/д        |            |

## Артиллерия и ракетные комплексы
| Тип                                           | Изображение                                   | Производство                                  | Назначение                                    | Количество                                    | Примечания                                                  |
| Береговые ракетные и артиллерийские комплексы | Береговые ракетные и артиллерийские комплексы | Береговые ракетные и артиллерийские комплексы | Береговые ракетные и артиллерийские комплексы | Береговые ракетные и артиллерийские комплексы | Береговые ракетные и артиллерийские комплексы               |
| --------------------------------------------- | --------------------------------------------- | --------------------------------------------- | --------------------------------------------- | --------------------------------------------- | ----------------------------------------------------------- |
| Утёс                                          |                                               | СССР                                          | Стационарный береговой ракетный комплекс      | н/д                                           | Шахтная пусковая установка КР П-35, аналогичным БРК «Редут» |
| Редут                                         |                                               | СССР                                          | Подвижный береговой ракетный комплекс         | некоторое количество                          |                                                             |
| «Рубеж»                                       |                                               | СССР                                          | Подвижный береговой ракетный комплекс         | некоторое количество                          | [ 7 ]                                                       |
| «Бастион»                                     |                                               | Россия                                        | Подвижный береговой ракетный комплекс         | 56                                            | [ 8 ]                                                       |
| «Бал»                                         |                                               | Россия                                        | Подвижный береговой ракетный комплекс         | 40                                            |                                                             |
| А-222 «Берег»                                 |                                               | СССР                                          | Береговой артиллерийский комплекс             | 36                                            |                                                             |
| Самоходная артиллерия                         |                                               |                                               |                                               |                                               |                                                             |
| 2С1 «Гвоздика»                                |                                               | СССР                                          | Самоходная артиллерийская установка           | 16                                            |                                                             |
| 2С3 «Акация»                                  |                                               | СССР                                          | Самоходная артиллерийская установка           | 16                                            |                                                             |
| 2С19М1 «Мста-С»                               |                                               | Россия                                        | Самоходная артиллерийская установка           | 36                                            |                                                             |
| 2С9 «Нона-С»                                  |                                               | СССР                                          | Самоходная артиллерийская установка           | 30                                            |                                                             |
| 2С23 «Нона-СВК»                               |                                               | СССР                                          | Самоходная артиллерийская установка           | 12                                            |                                                             |
| Буксируемая артиллерия                        |                                               |                                               |                                               |                                               |                                                             |
| Д-30                                          |                                               | СССР                                          | 122-мм гаубица                                | 30                                            |                                                             |
| 2А36 «Гиацинт-Б»                              |                                               | СССР                                          | 152-мм пушка                                  | 50                                            |                                                             |
| 2А65 «Мста-Б»                                 |                                               | СССР                                          | 152-мм гаубица                                | 50                                            |                                                             |
| 2Б16 «Нона-К»                                 |                                               | СССР                                          | Пушка-гаубица-миномёт                         | 24                                            |                                                             |
| Реактивные системы залпового огня             |                                               |                                               |                                               |                                               |                                                             |
| 9К51 «Град»9К51М «Торнадо-Г»                  |                                               | СССР/ Россия                                  | 122-мм реактивная система залпового огня      | 36                                            |                                                             |

## Противотанковое оружие
| Тип                    | Изображение  | Производство | Назначение                                          | Количество | Примечания |
| ---------------------- | ------------ | ------------ | --------------------------------------------------- | ---------- | ---------- |
| 9П157-2 «Хризантема-С» |              | Россия       | 152-мм самоходный противотанковый ракетный комплекс | н/д        |            |
| 9П148 «Конкурс»        |              | СССР         | 135-мм самоходный противотанковый ракетный комплекс | н/д        |            |
| 9П149 «Штурм-С»        |              | СССР         | 130-мм самоходный противотанковый ракетный комплекс | 30         | [ 8 ]      |
| 9К135 «Корнет»         | 9M133 Kornet | Россия       | 152-мм противотанковый ракетный комплекс            | н/д        |            |
| Т-12                   |              | СССР         | 100-мм противотанковая пушка                        | н/д        |            |

## Средства разведки, управления и связи
| Тип        | Изображение                         | Производство | Назначение                                               | Количество | Примечания |
| ---------- | ----------------------------------- | ------------ | -------------------------------------------------------- | ---------- | ---------- |
| Суперкам   | Дальномер из состава КРУС «Стрелец» | Россия       | Тактический разведывательный БЛА                         | н/д        |            |
| Стрелец    | Дальномер из состава КРУС «Стрелец» | Россия       | Комплекс разведки, управления и связи войсковой разведки | н/д        |            |
| Монолит-БР |                                     | Россия       | Комплекс радиолокационной разведки                       | н/д        |            |

## Средства противовоздушной обороны
| Тип               | Изображение | Производство  | Назначение                            | Количество | Примечания |
| ----------------- | ----------- | ------------- | ------------------------------------- | ---------- | ---------- |
| Панцирь-С2        |             | Россия        | Зенитный ракетно-пушечный комплекс    | н/д        |            |
| Оса-АКМ           |             | СССР          | Зенитный ракетный комплекс            | 20         |            |
| Стрела-1Стрела-10 |             | СССР          | Зенитный ракетный комплекс            | 40         |            |
| Тунгуска          |             | СССР          | Зенитный ракетно-пушечный комплекс    | н/д        |            |
| ЗСУ-23-4 «Шилка»  |             | СССР          | Зенитная самоходная установка         | 60         |            |
| 9К338 «Игла-С»    |             | СССР · Россия | Переносной зенитный ракетный комплекс | н/д        |            |

## Автомобили и вездеходы
На оснащении береговых войск штатно стоят грузовики КАМАЗ и Урал.
| Тип          | Изображение | Производство | Назначение | Количество | Примечания |
| Грузовики    | Грузовики   | Грузовики    | Грузовики  | Грузовики  | Грузовики  |
| ------------ | ----------- | ------------ | ---------- | ---------- | ---------- |
| Урал-4320    |             | Россия       | Грузовик   | н/д        |            |
| Урал-5557-01 |             | Россия       | Грузовик   | н/д        |            |
| КАМАЗ-53501  |             | Россия       |            | н/д        |            |

## Инженерная техника
| Тип              | Изображение | Производство  | Назначение                                  | Количество | Примечания  |
| ---------------- | ----------- | ------------- | ------------------------------------------- | ---------- | ----------- |
| БРЭМ-Л           |             | СССР · Россия | Бронированная ремонтно-эвакуационная машина | н/д        |             |
| БРЭМ-К           |             | СССР · Россия | Бронированная ремонтно-эвакуационная машина | н/д        |             |
| УР-83П           |             | СССР          | Установка разминирования                    | н/д        |             |
| ГМЗ-3            |             | Россия        | Гусеничный минный заградитель               | н/д        |             |
| ПМП              |             | СССР          | Понтонно-мостовой парк                      | н/д        |             |
| БАТ-2            |             | СССР          | Путепрокладчик                              | н/д        |             |
| ТММ-3            |             | Россия        | Механизированный мостовой комплекс          | н/д        |             |
| ЭОВ-3521         |             | Россия        | Одноковшовый экскаватор                     | н/д        |             |
| ЭОВ-3523         |             | Россия        | Одноковшовый экскаватор                     | н/д        |             |
| Уран-6           |             | Россия        | Робототехнический комплекс разминирования   | н/д        | робот       |
| СКО-10 «Гигиена» |             | Россия        | Станция очистки и опреснения воды           | н/д        |             |
| ВФС-2,5          |             | Россия        | Фильтровальная станция                      | н/д        | буксируемый |
| ЭСД-10           |             | Россия        | Передвижная электростанция                  | н/д        | буксируемый |
| КС-3574          |             | Россия        | Автокран                                    | н/д        |             |
| ПРС-МВ(Т)        |             | Россия        | Водолазная станция                          | н/д        | буксируемый |

## Техника РХБЗ
| Тип      | Изображение | Производство  | Назначение                                | Количество | Примечания |
| -------- | ----------- | ------------- | ----------------------------------------- | ---------- | ---------- |
| ТДА-2К   |             | СССР · Россия | Дымовая машина                            | н/д        |            |
| ТДА-М    |             | СССР          | Дымовая машина                            | н/д        |            |
| БРДМ-2РХ |             | СССР          | Машина радиационной и химической разведки | н/д        |            |